# Hanif
Hanif (în arabă: حنيف‎, transliterat: ḥanīf; plural: حنفاء, transliterat: ḥunafā’) înseamnă „a reveni la” și se referă la o persoană, care, după religia islamică, a menținut o formă de monoteism a patriarhului Abraham (Avraam, în arabă: إبراهيم, transliterat: Ibrahim).

## Situația religioasă înPeninsula Arabicăînainte de apariția islamului
Perioada preislamică, cunoscută drept perioada ignoranței sau a barbariei (jahiliyya), este epoca de dinainte apariției profetului Muhammad, în care Arabia nu avea profet, scriptură sau providență. Din punct de vedere religios, beduinii din zona de nord a Peninsulei se rugau și venerau diferite spirite ce se aflau în pietre, fapt ce a condus la a fi considerate sacre. Tot ei se rugau la divinități astrale precum Al-Lat (zeița soarelui), Ouzza (o personificare a lui Venus) și Manat (zeița destinului). Ele erau cunoscute și drept fiicele lui Allah. Pentru acești oameni, Dumnezeu, creatorul suprem, nu era cel mai important, existând cu el o credință în aceste spirite și zeități. Totuși, existau și câțiva beduini care se rugau doar la Dumnezeu.
Deducem că religia arabilor peninsulari este una politeistă, axată pe adorarea idolilor. Acest păgânism a început când, ‘Amr bin Luhai, șef al tribului Khua’a, s-a întors dintr-o călătorie în Siria, aducându-l cu el pe idolul Hubal și așezându-l în mijlocul Ka‘abei. El i-a chemat pe oameni să se roage la acest idol.
Pentru că Siria era un loc al mesagerilor și scripturilor la acea vreme, și pentru că oamenii de acolo practicau deja această idolatrie, ‘Amr bin Luhai a considerat de cuviință că așa trebuie să facă și tribul lui.
Treptat, această practică s-a răspândit și la celelalte triburi, apărând mai mulți idoli, iar diferite obiceiuri au luat naștere precum oferirea băuturii și a mâncării, închinarea și rugăciunea în fața lor, chemarea lor în ajutor atunci când oamenii aveau un necaz, implorarea lor pentru a li se îndeplini dorințele.
Cu toate acestea, au fost menținute unele tradiții abrahamice precum pelerinajul de la Ka‘aba și înconjurarea acesteia, oferirea de sacrificii și șederea pe muntele ‘Arafa în timpul pelerinajului.
Din acest motiv, apare un grup de nemulțumiți ce dezvoltă o credință monoteistă și o serie de idei neclare, numiți hanifi. Hanifiyya, religia pe care o practicau, nu avea nicio legătură cu iudaismul sau creștinismul acelor zile- cu toate că acestea erau răspândite în zone precum Yathrib respectiv Mecca, ci cu religia pe care Abraham o avea.

## Etimologia și istoria termenului
După gândirea islamică, hanifiții sunt persoanele care în perioada preislamică sau perioada jahiliyya, au respins idolatria și au păstrat unele principii ale religiei lui Abraham care era descrisă ca fiind o „supunere către Dumnezeu” în cea mai pură formă a ei.
Cuvântul hanif poate fi găsit de douăsprezece ori în Coran (de zece ori cuvântul este la singular și de două ori la plural), iar tradiția islamică atestă mai multe persoane ca fiind hanifite, printre care și profetul Muhammad, descendent a lui Ismael, fiul lui Abraham.
Tradiția islamică îl prezintă pe Muhammad ca fiind într-o misiune să readucă această credință monoteistă la viață, care, printre arabi, a fost pierdută sau coruptă.
Termenul provine din limba arabă de la rădăcina ḥ-n-f care are mai multe înțelesuri, printre care: „a înclina, a refuza”, „a se întoarce” sau „a se îndoi” provenit de la rădăcina siriacă cu același sens. Dicționarul Hans Wehr definește acest termen ca „un credincios adevărat, ortodox; cel care disprețuiește crezurile false care îl înconjoară și care crede în religia adevărată”.
În traducerea Coranului de George Grigore, în versetul (3:67) acest termen a fost tradus cu „drept credincios”. În afara Coranului, acesta este tradus ca „înclinarea către o stare sau o tendință corectă”. Conform lui Watt, termenul hanif ar fi fost folosit de evrei și creștini atunci când se refereau la păgân, dar și la persoanele care aveau drept credință o religie de influență elenistică, canaanită și politeismul arab din perioada preislamică folosită pentru a îi lua în derâdere pe primii musulmani.
Michael Cook spune că „sensul cuvântului este obscur” dar Coranul „îl folosește în contexte ce sugerează un monoteism pur, care se deosebește de iudaism și creștinism”. În Coran, hanif este „asociat cu Abraham, dar niciodată cu Moise sau Isus”.
Oxford Islamic Studies Online definește hanif  ca „o persoană ce este corectă în toate chestiunile ei, luând exemplul lui Abraham”; iar înainte de venirea islamului, termenul a fost folosit pentru a desemna persoanele pioase care au acceptat monoteismul dar nu au trecut la creștinism sau iudaism.
Unii traduc hanifiyyah ca fiind „legea lui Abraham”. Verbul tahannafa însemnând „a se îndepărta de idolatrie”. Alții susțin că o persoană hanifită urma religia lui Abraham, haniful, musulmanul.
Teologii musulmani au dat două sensuri substantivelor hanif și hanifiyya:
1. Un cuvânt ce desemnează islamul, religia revelată lui Muhammad și practicată de musulmani;
2. Sensul găsit în Coran, acela de „monoteism pur” unde Abraham a fost primul adept dar nu și ultimul.

## Adepți hanifiți[11]
Tradiția islamică relatează existența unor persoanje monoteiste în Mecca și împrejurimi înainte de apariția islamului.
Într-o zi, când tribul Quraysh a ținut un ospăț în cinstea unuia dintre idolii pe care îi venerau, patru dintre persoanele care se aflau la acest festin erau de părere că oamenii din trib au corupt religia lui Abraham, iar piatra la care se rugau nu era de niciun folos. Aceste patru persoane erau:
Waraqa ibn Nawfal: vărul Khadijei (Khadija), soția profetului Muhammad. El s-a convertit la creștinism și a studiat Scripturile acestei religii până ce le-a învățat pe dinafară. Cu toate că era creștin, acesta avea și o credință hanifiytă. A fost printre primele persoane care a crezut în mesajul lui Muhammad, chiar dacă în cele din urmă nu a trecut la islam.
‘Ubaydallah ibn Jahsh: acesta a fost într-o continuă căutare religioasă până la apariția islamului. El a emigrat cu alți musulmani în Abisinia luând-o cu el pe soția sa, care era și ea musulmană, Umm Habiba, fata lui Abu Sufyan. Ajungând acolo, el s-a convertit la creștinism, despărțindu-se de islam. A murit creștin în Abisinia, iar după moartea lui, profetul Muhammad s-a căsătorit cu văduva lui.
Zayd ibn ‘Amr: nu a acceptat iudaismul sau creștinismul, dar nici islamul. El s-a lepădat de religia oamenilor săi și de idolii pe care aceștia îi venerau, de animalele ce erau sacrificate în cinstea acestor idoli și lucrurile oferite lor. Tot Zayd a interzis omorârea fetelor nou-născute (un obicei practicat de oameni în perioada jahiliyya, ce a fost interzis odată cu apariția islamului) și i-a mustrat pe oamenii lui și practicile lor, spunând că el se roagă la Dumnezeul lui Abraham.
‘Uthman bin al-Huwayrith: s-a refugiat la împăratul Bizanțului unde a căpătat o funcție importantă. El a adoptat religia creștină.
Un alt hanif a fost Abu Amir, unul dintre oponenții profetului Muhammad atunci când a sosit la Medina. El considera că vechea religie a lui Abraham era singurul model pur pentru Arabia. Abu Amir era considerat un exemplu perfect al hanifiyyei deoarece trăia retras de lume din motive spirituale; de aici provine și porecla lui de „călugăr” (în arabă: ar-Rahib). A părăsit Medina împreună cu adepții lui și a mers la Mecca. Acolo a devenit un aliat foarte activ al opoziției păgânilor, pentru ca mai târziu să părăsească Mecca pentru Siria.

## Hanifiții în Coran[13]
Cuvântul hanif, tradus în limba română ca „drept credincios”, este menționat în Coran de douăsprezece ori:
1. Când ei spun: „Dacă sunteți evrei ori nazareeni, atunci sunteți bine călăuziți”, spune-le: „Ba nu! Fiți asemena lui Abraham, cel drept credincios*, care nu a fost închinător la idoli!” (2:135)
2. Abraham nu a fost nici evreu, nici nazarean, ci el a fost un drept credincios, supus lui Dumnezeu. El nu a fost dintre închinătorii la idoli.” (3:67)
3. Spune-le: „Dumnezeu spune Adevărul: urmați Credința lui Abraham, un dreptcredincios ce nu a fost dintre închinătorii la idoli.” (3:95)
4. Cine are credință mai frumoasă decât cel care se supune lui Dumnezeu, care face binele, care urmează Legea lui Abraham, cel drept credincios? Dumnezeu l-a luat pe Abraham prieten*!” (4:125)
5. și îmi întorc fața, ca un drept credincios, către Cel ce a creat cerurile și pământul, căci eu nu sunt dintre închinătorii la idoli.” (6:79)
6. Spune: „Domnul meu m-a călăuzit pe o cale dreaptă: aceasta este legea cea dreaptă, credința lui Abraham, un drept credincios.” El nu a fost dintre închinătorii la idoli*. (6:161)
7. Mi s-a spus: „Ridică-ți fața către Credință ca un drept credincios și să nu fii dintre cei închinători la idoli. (10:105)
8. Abraham a fost cât o adunare: ascultător față de Dumnezeu, drept credincios, nu a fost dintre cei închinători la idoli, (16:120)
9. Noi ți-am dezvăluit ție apoi: „Urmează credința lui Abraham - un drept credincios. El nu a fost dintre închinătorii la idoli!” (16:123)
10. Ca drept credincioși față de Dumnezeu să nu-I alăturați pe nimeni. Cel care-I alătură ceva lui Dumnezeu este ca și cum ar pica din cer, apoi o pasăre îl răpește ori vântul îl prăvale într-un loc prăpăstios. (22:31)
11. Ridică-ți fața către Lege ca un dreptcredincios, după firea cu care Dumnezeu a plăsmuit oamenii. Nimic nu se va schimba în creația lui Dumnezeu. Aceasta este Legea cea dreaptă, însă cei mai mulți oameni nu știu. (30:30)
12. Nu li s-a poruncit decât să se închine lui Dumnezeu, curați Lui în credință, precum credincioșii dintâi, să-și facă rugăciunea și să dea milostenie. Aceasta este Legea cea Dreaptă. (98:5)